# Gryon drunoris
Gryon drunoris är en stekelart som beskrevs av Mikhail Vasilievich Kozlov och Lê 1996. Gryon drunoris ingår i släktet Gryon och familjen Scelionidae. Inga underarter finns listade i Catalogue of Life.